# Katharina Weingartner
Katharina Weingartner (* 1964 in Vorarlberg) ist eine österreichische Regisseurin, Journalistin und Autorin. Sie initiierte das erste deutsche Hip-Hop-Label RAP – Rhythm Attack Productions, ein Sublabel von Minor music. Weiters initiierte und gestaltete sie die erste österreichische Hip-Hop-Radiosendung Tribe Vibes & Dope Beats.

## Leben und Werk
Weingartner studierte am Konservatorium Jazz-Schlagzeug und begann in den 1980er Jahren beim deutschen Avantgarde-Jazzlabel Minor music zu arbeiten. Im Rahmen ihrer Labeltätigkeit zog sie nach New York City, betrieb dort das US-Büro der deutschen Musikzeitschrift Spex und begann, in die florierende New Yorker Hip-Hop-Szene einzutauchen. Im Jahr 1989 gründete sie die Radiosendung Tribe Vibes & Dope Beats. Diese lief zunächst als wöchentlicher 15-Minuten-Beitrag mit DJ-Mixes von DJ DSL im Rahmen der Musicbox auf Ö3. Nach Gründung des Jugendsenders FM4 1995 erhielt die Sendung einen eigenen, längeren Sendeplatz. Weingartner gestaltete die Sendung, später gemeinsam mit Werner Geier, bis 1994. Sie gilt als die erste und eine der wichtigsten Hip-Hop-Radiosendungen Österreichs.
Weingartner lebte 15 Jahre in New York und produzierte von dort aus zahlreiche Radiofeatures für den WDR und Ö1. Für ihr Feature Prison Blues. Die US-Amerikanische Gefängnisindustrie gewann sie beim European Feature Awards und den UNDA Radiopreis. Daraus entstand ihr erster Dokumentarfilm too soon for sorry (2001), der den Widerspruch zwischen der Idealisierung junger Schwarzer und Latinos durch die Unterhaltungsindustrie und ihrer Lebensrealität im US-amerikanischen Gefängnissystem aufzeigt.
2005 gründete sie gemeinsam mit Markus Wailand die Wiener Filmproduktionsfirma pooldoks. Seitdem lebt sie in Wien und beschäftigt sich in ihren Film- und Radioproduktionen weiterhin mit Pop- und Gegenkulturen, Politik, Konsum und Musik. Einen Schwerpunkt nehmen dabei afro-amerikanische Kultur und Politik ein. Von 2014 bis 2019 befasste sie sich für ihren umstrittenen Dokumentarfilm Das Fieber intensiv mit dem Themenkomplex Malaria.

## Filmografie
- 2001: Too soon for sorry. Dokumentarfilm, Fischerfilm, D, A, USA. Regie/Drehbuch/Produktionsleitung
- 2003: Knock Off. Die Rache am Logo. TV-Dokumentarfilm, Arte/BKA, Knock Off Productions, USA/D/A, Regie/Drehbuch
- 2007: Sneaker Stories. Dokumentarfilm, pooldoks, A, Regie/Drehbuch/Produktion
- 2007: Here To Stay. TV-Dokumentation, pooldoks, A, Produktion
- 2010: Der Gruen Effekt. TV-Dokumentation, pooldoks A, Regie/Drehbuch (gemeinsam mit Anette Baldauf)
- 2019: Das Fieber. Dokumentarfilm, pooldoks A/D/CH, Regie/Drehbuch

## Radioproduktionen
- 1997: Prison Blues. Die US-Amerikanische Gefängnisindustrie. DRS, ORF, NRK (European Feature Awards, UNDA Radiopreis)
- 1999: The Hole. Basketball WDR, ORF, SWF
- 2002: Theater Festival Inside Starbucks. Reverend Billy & The Church of Stop Shopping. Radioproduktion New York
- 2002: 9/11 Stand Up! WDR
- 2003: LAPD Blues. WDR
- 2004: Die Rache am Logo. WDR Feature
- 2008: Sneaker Stories. Radio Feature WDR/ORF

## Publikationen
- Hrsg. mit Anette Baldauf: Lips. Tits. Hits. Power? Popkultur und Feminismus, Folio Verlag, Wien/Meran 1998, ISBN 978-3-85256-077-9
- 2000 Niggafied: Urbane Latino-Kultur als (popkulturelles) Projektionsfeld. Kurzfilmtage Oberhausen. In: Pop Unlimited? Turia&Kant, Wien 2001